# 31951 Alexisallen
31951 Alexisallen è un asteroide della fascia principale. Scoperto nel 2000, presenta un'orbita caratterizzata da un semiasse maggiore pari a 2,2916309 UA e da un'eccentricità di 0,1938517, inclinata di 4,93728° rispetto all'eclittica.